# Francesco Porro de' Somenzi
Francesco Porro de’ Somenzi (Cremona, 5 maggio 1861 – Genova, 16 febbraio 1937) è stato un astronomo italiano.

## Biografia
Laureato in Fisica a Pavia nel 1882, nel 1883 fu allievo astronomo all'Osservatorio astronomico di Milano e poi a Torino, dove nel 1886 divenne direttore dell'Osservatorio astronomico – allora situato nel centro della città, a Palazzo Madama - e insegnante di Astronomia all'Università. Ottenne la costruzione di una nuova stazione di osservazione astronomica a Superga, nella collina torinese, nel 1893, e si adoperò per la creazione di un nuovo Osservatorio a Pino Torinese, tuttora esistente. Suo figlio, Gian Giacomo Porro, stimato archeologo, morì sul Carso nel 1915 meritando la medaglia di bronzo al valor militare.
Nel 1902 passò all'Università di Genova, insegnandovi Geodesia e Astronomia e nel 1905 assunse la direzione dell'Observatorio Nacional di La Plata, in Argentina, dove rimase fino al 1910. Tornato in Italia, riprese a Genova le cattedre di Astronomia, di Geografia fisica e di Geodesia teoretica, oltre alla direzione dell'Osservatorio meteorologico.
Diversi i suoi lavori, tra i quali spicca lo studio sulla riduzione dei campi stellari, pubblicato nel 1933.